# Pouzilhac
Pouzilhac is een gemeente in het Franse departement Gard (regio Occitanie) en telt 434 inwoners (1999). De plaats maakt deel uit van het arrondissement Nîmes.

## Geografie
De oppervlakte van Pouzilhac bedraagt 16,2 km², de bevolkingsdichtheid is 26,8 inwoners per km².

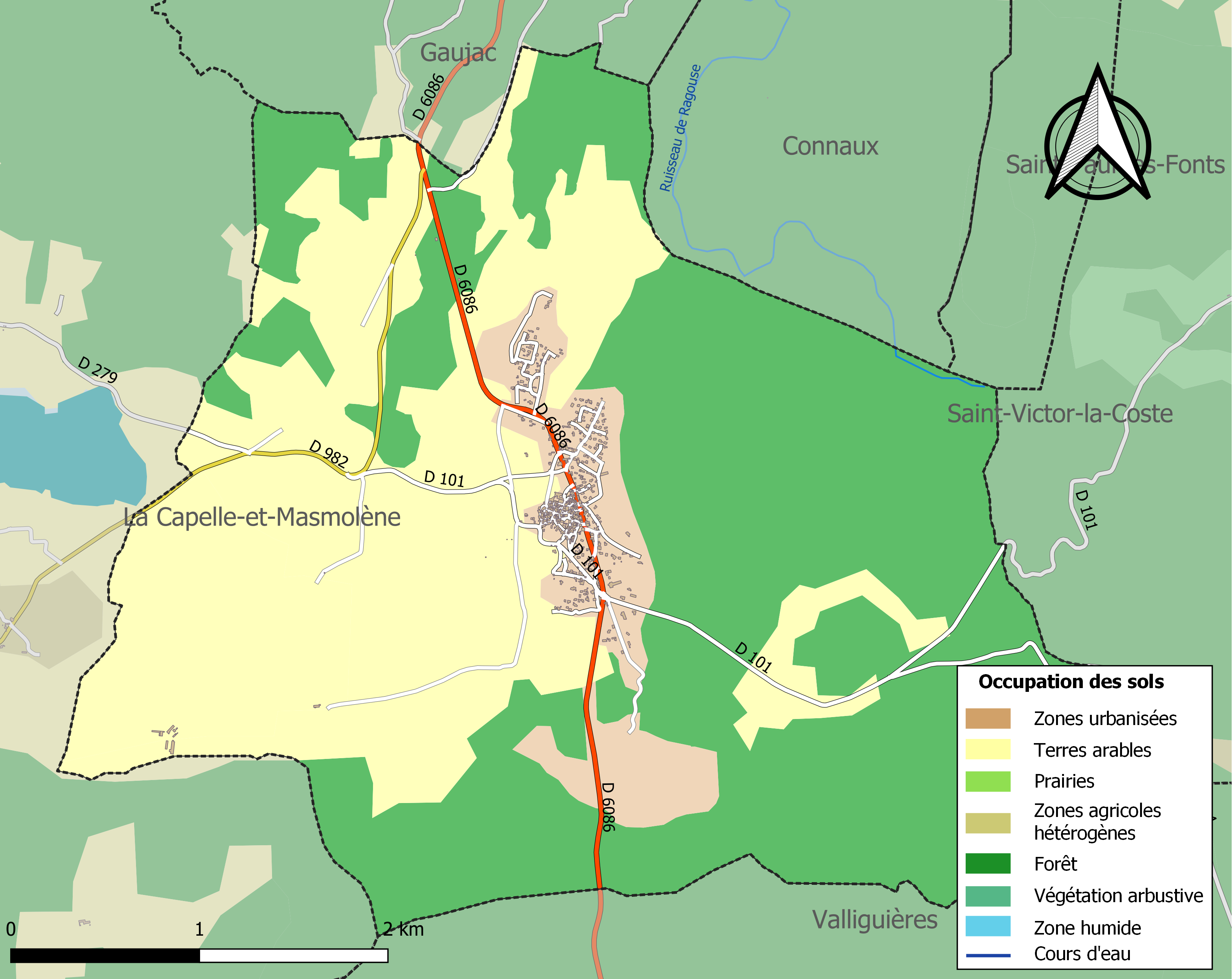
Kaart van de gemeente met de belangrijkste infrastructuur, bodemgebruik en omliggende gemeenten

## Demografie
Onderstaande figuur toont het verloop van het inwonertal (bron: INSEE-tellingen).